# مسکن در دولت احمدی‌نژاد
وضعیت مسکن در دولت احمدی‌نژاد از موضوعات چالش‌برانگیز در دولت‌های نهم و دهم بوده‌است. درحالی‌که این دولت‌مردان معتقدند که توانسته‌اند با کمک پروژه مسکن مهر، قیمت مسکن در کشور را مهار کنند، بر اساس مرکز آمار ایران، در خلال سال‌های ۱۳۸۴ تا ۱۳۹۱ متوسط قیمت هر مترمربع زیربنای مسکونی در تهران ۴۵۹ درصد افزایش یافته‌است. درحالی‌که بر اساس نظر کمیسیون عمران مجلس شورای اسلامی، میزان عرضه مسکن به مراتب بیشتر از تقاضا بوده، با این حال قیمت مسکن در ایران در حدود ۵ برابر شده‌است که نشان از حضور پررنگ دلالان مسکن در دولت‌های نهم و دهم در مقوله مسکن از جمله مسکن مهر بوده‌است. در این مدت هیئت وزیران سعی کرد با اعطای وام‌های بلند مدت و افزایش سقف وام مسکن به ۳۰ میلیون تومان، به ادعای خود مبنی بر خانه‌دار شدن قشرها کم درآمد جامه عمل پوشاند که به دلیل تورم فزاینده قیمت‌ها در این دولت‌ها که موجب بالارفتن قیمت موارد اولیه ساخت مسکن و در نتیجه افزایش قیمت نهایی مسکن شد، این اقدام با موفقیت همراه نباشد.

## وضعیت مسکن در ایران
بنا به آمارها از حدود ۱۷ میلیون خانوار کشور حدود ۵ میلیون خانوار فاقد مسکن مناسب هستند.

## انفجار قیمت
انفجار قیمت املاک و مستغلات در تهران و سایر شهرهای بزرگ و کوچک ایران، از سال ۱۳۸۵ و اندکی پس از روی کار آمدن دولت احمدی‌نژاد آغاز گردید. در کمتر از چند ماه قمیت مسکن ۵۰٪ افزایش یافت و تا دو سال بعد پیوسته ادامه داشته و نهایتاً با رکود تورمی در تابستان ۱۳۸۷ متوقف گردید.

## دلایل افزایش قیمت

### کمبود عرضه نسبت به تقاضا
بنا به آمارهای موجود میزان تولید مسکن در سال‌های منتهی به دولت نهم به شرح ذیل بوده‌است:
- ۱۳۸۱ :۴۴۶ هزار واحد
- ۱۳۸۲ :۴۶۳ هزار واحد
- ۱۳۸۳ :۴۰۲ هزار واحد
- ۱۳۸۴ :۴۸۰ هزار واحد
- ۱۳۸۵ :۵۰۰ هزار واحد[۲]

آمار منتشره نشان می‌دهد در چند ساله اخیر باوجود ساخت و سازهای نسبتاً مناسب در کشور، تعداد واحدهای مسکونی عرضه شده در هر سال کمتر از خانوارهایی بوده‌است که نیازمند مسکن هستند، در واقع مسکن ساخته شده، کم هم نبوده ولی نتوانسته به تقاضای مؤثر مسکن پاسخ دهد و این کمبود عرضه نسبت به تقاضا با توجه به رشد ۳/۵ درصدی جمعیت در دهه اول انقلاب که هم‌اکنون به مرز تشکیل خانواده رسیده‌اند، تشدید شده‌است.

### رکود صنعت
برخی کارشناسان علت افزایش انفجاری قیمت مسکن در ایران را رکود بخش صنعت و عدم سودآوری کافی سرمایه‌گذاری در آن می‌دانند. مجید انصاری عضو مجمع تشخیص مصلحت نظام می‌گوید:
مسکن در ابتدای دوره ریاست‌جمهوری آقای خاتمی رشد اندکی داشت، اما توسعه سرمایه‌گذاری در بخش صنعت، به گونه‌ای بود که در پنج سال متوالی، رشد سرمایه‌گذاری صنعت دورقمی بود و یک سیر صعودی را گذراند و باعث شد از سرمایه‌گذاری‌های کاذب در بخش مسکن جلوگیری کند و تا حد زیادی منجر به شفاف شدن بازار زمین و مسکن شد و از سوی دیگر، با فرض درست دانستن این سخنان، باید از ایشان پرسید که آیا تقاضای مسکن در عرض سه سال گذشته، ۳۰۰ درصد افزایش داشته‌است؟

### افزایش نقدینگی

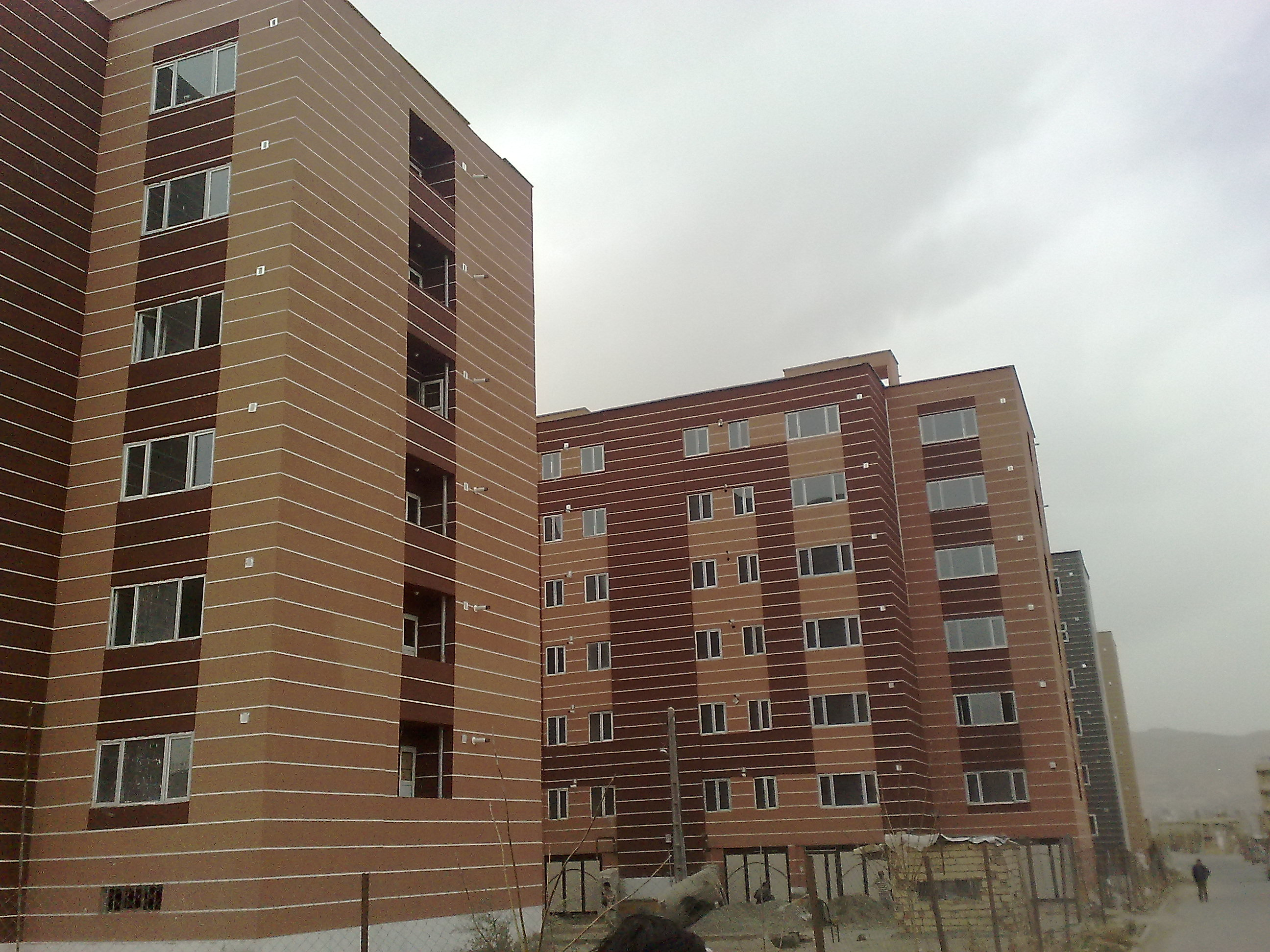
پروژه مسکن مهر در سقز

افزایش نقدینگی ناشی از ناتوانی دولت در انتقال مناسب درآمدهای ارزی ناشی از افزایش قیمت نفت، آثار زیانباری بر اقتصاد کشور داشته و ضمن افزایش تورم در تمام بخش‌های اقتصادی، بیشترین اثر را در بخش مسکن داشت.
تا آذر ۱۳۸۵ نقدینگی با ۳۶ ٪ افزایش به حدود ۱۱۴ هزار میلیارد تومان رسید. افزایش نقدینگی در سال‌های بعد نیز ادامه پیدا کرد.
نمایندگان مجلس هفتم نیز سیاست‌های غلط دولت را عامل اصلی افزایش تورم مسکن دانسته و گفتند که در همان زمان به دولت پیرامون افزایش شدید بودجه هشدار داده بودند.
لازم است ذکر شود که یکی از مهم‌ترین دلایل افزایش نقدینگی، طرح بنگاه‌های زود بازده بود که به صورتی کنترل نشده و فاقد پشتوانه برنامه‌ای مشخص، صرفاً در برابر یک گزارش توجیهی ساده و ارائه پیش فاکتورهای صوری، حجم عظیمی از نقدینگی را به عنوان تسهیلات احداث بنگاه‌های زود بازده به بازار سرازیر نمود. بخش عمده این نقدینگی نیز به سمت بازار زمین و مسکن هجوم آورد و این مسئله را باید مهم‌ترین دلیل رشد انفجاری قیمت مسکن دانست.
به علاوه رکود ایجاد شده در بازار نیز برخلاف تبلیغات وسیع دولت، در اثر اجرای طرح مسکن مهر نبوده‌است. بلکه بیش از هر چیز به سیاست انقباضی بانک مرکزی (با ریاست مظاهری) که تحت عنوان سه قفله کردن بانک مرکزی مطرح شد، وابسته است.

### کاهش سود بانکی
دولت بانکهای خصوصی و دولتی را ملزم به کاهش نرخ سود سپرده خود کرد. به زعم دولت این اقدام به کاهش تورم و یک رقمی شدن آن در کشور منجر خواهد شد، اما به انتقال سرمایه به بازار مسکن و افزایش تورم انجامید.

### وام ۱۰ میلیون تومانی
این طرح یکی از مصوبات اولیه دولت محمود احمدی‌نژاد بود که از همان ابتدا با مخالف و هشدار کارشناسان همراه گردید، اما با اصرار دولت اجرا شد. بر اساس این طرح از سال ۱۳۸۴ تا ۱۳۸۸ هر سال به ۵۰ هزار نفر وام ده میلیون تومانی خرید مسکن ارائه می‌گردید. بیش از دو میلیون نفر برای دریافت وام در سال اول ثبت نام کردند. این اقدام دولت در کنار افزایش شدید نقدینگی در بازار مسکن را دچار چنان شوکی کرد که در مدتی کوتاه بیش از ۵۰٪ افزایش قیمت را شاهد بود. پس از یکسال و نیم، در شهریور ۱۳۸۶، محمد سعیدی کیا وزیر مسکن و شهرسازی خبر از توقف اعطای وام تا زمانی که بازار مسکن به تعادل برسد، داد. با این وجود، محمدعلی سهمائی عضو هیئت مدیره بانک مسکن در گفتگویی با مهر از ادامه پرداخت وام با انجام تعدیلاتی خبر داد.

### وام طرح‌های زودبازده
ارائه وام به طرح‌های زودبازده یکی از اقدامات دولت احمدی‌نژاد بود که در عین حال انتقادات فراوانی را به دلیل نا کارامدی آن برانگیخت. احمد توکلی نماینده تهران در مجلس هفتم به نقل از طهماسب مظاهری رئیس کل بانک مرکزی اعلام کرد که انحراف ۴۶٪ از وام‌های پرداخت شده به جای هزینه در طرح‌های زود بازده وارد دلالی مسکن شده و یکی از دلایل تورم مسکن بوده‌است.

## اقدامات دولت

### تحقیق وزارت اطلاعات
دولت در ابتدا تورم در کشور را به‌طور کلی انکار می‌کرد تا جایی‌که محمود احمدی‌نژاد در یکی از جلسات مجلس در پاسخ به انتقاد نمایندگان از تورم در کشور، توصیه کرد که از بقال محل وی خرید کنند. وی همچنین افزایش قیمت تورم را به عوامل مافیایی نسبت داد و گفت 
افزایش قیمت در بازار مسکن کاذب است و به زودی اطلاعات آن را وزیر اطلاعات به شما می‌دهد که چه شبکه‌ای طراحی کرده‌است و جلوی آن را خواهد گرفت.
اما پس از چندی ناچار تورم را تأیید اما به برخی عوامل همچون مخالفان سیاسی، مطبوعات و عملکرد دولت‌های گذشته نسبت داد.
اگر وزارت خانه‌های اقتصادی در کنترل تورم کمتر به میدان وارد می‌شدند در عوض غلامحسین محسنی اژه‌ای، وزیر اطلاعات اعلام کرد که دست به تحقیقاتی پیرامون دلایل گرانی مسکن و «شبکه‌ها» یی که به ادعای وزیر اطلاعات در افزایش قیمت دست داشته‌اند خواهدزد. این واکنش دیدگاه دولت پیرامون مسایل اقتصادی را روشن ساخت. در این مرحله دولت از انکار تورم به انکار نقش خود در تورم رسید. مشخص نشد که وزارت اطلاعات موفق به شناسایی شبکه‌های ادعایی شده‌است یا خیر و هیچ گزارشی نیز پیرامون شبکه‌های مذکور منتشر نساخت.

### افزایش میزان وام مسکن
دولت احمدی‌نژاد برای تقویت توان مالی مردم برای خرید خانه، سقف وام مسکن را به صورت آزمایشی افزایش داد. در حالی که برخی از کارشناسان افزایش میزان وام را کمکی به قدرت خرید مردم دانستند و خواستار افزایش بیشتر وام متناسب با تورم شدند، گروهی دیگر بر این باورند که افزایش وام در انتها به افزایش بیشتر قیمت مسکن و اجاره‌بها می‌انجامد.

### طرح مسکن مهر

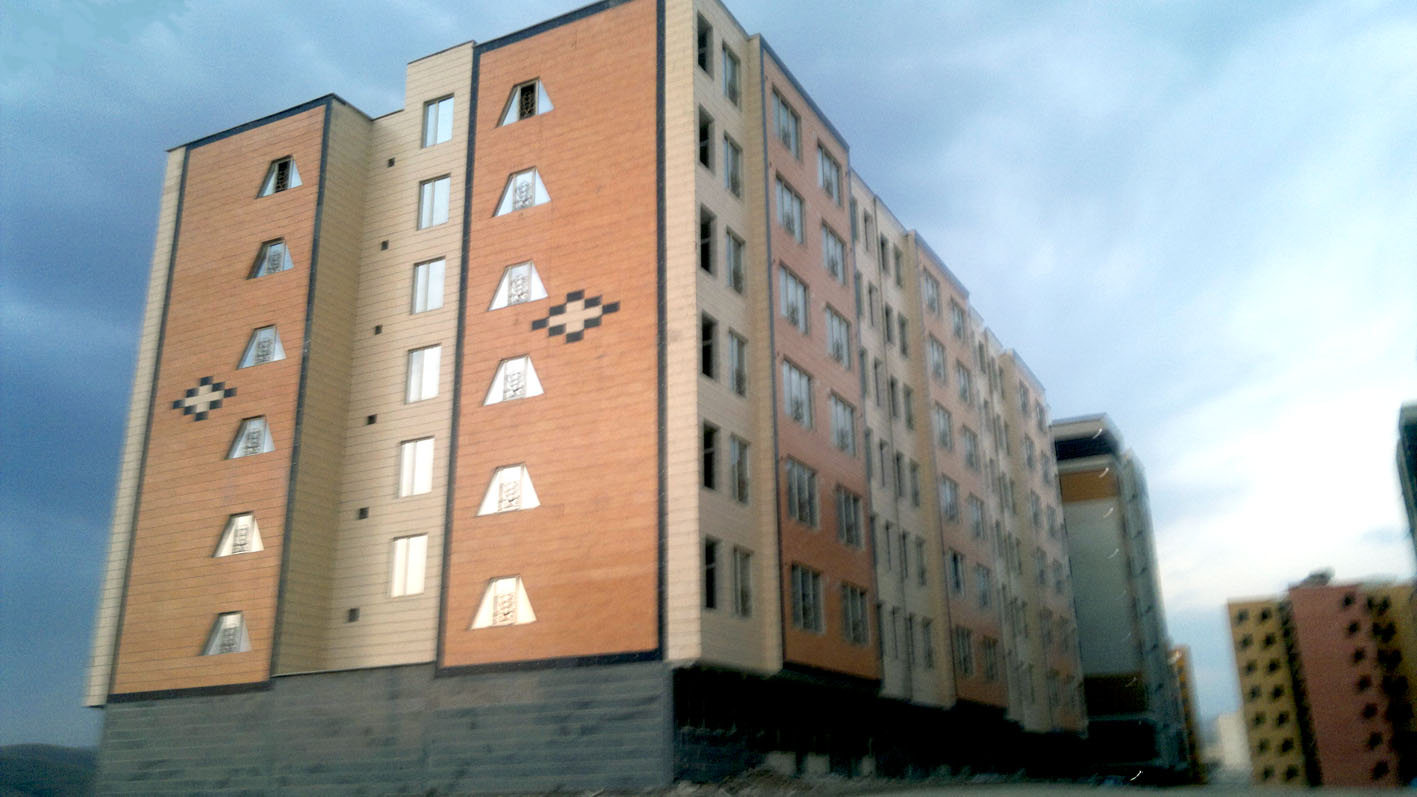
ساختمان‌های مسکن مهر در بروجرد

مهندس محمد سعیدی کیا، وزیر مسکن و شهرسازی سیاست اصلی دولت نهم برای پاسخگویی به مخاطبان اصلی را طرح مسکن مهر اعلام کرد. به موجب این طرح سالانه تعداد یک میلیون و ۵۰۰ هزار واحد مسکونی، زمین در سطح کشور واگذار می‌شود. بر اساس اظهارات علی نیکزاد که در ابتدای خرداد ۱۳۹۲ بیان کرده بود، از ابتدای دولت نهم بالغ بر ۴٬۴۰۰٬۰۰۰ واحد مسکن مهر در شهرها و روستاها شروع به ساخت شده‌اند که از نیمی از این تعداد در روستاها بوده‌اند که تعداد ۱٬۵۰۰٬۰۰۰ از این تعداد تا خرداد ۱۳۹۲ تحویل شده و مابقی مسکن‌های روستایی می‌بایست تا پایان دولت دهم تحویل داده شوند. در حوزه مسکن مهر شهری حدود ۱٬۲۰۰٬۰۰۰ واحد تا زمان درج گزارش تکمیل شده و مابقی همچنان در دست ساخت هستند که تکمیل و تحویل آن‌ها به دولت یازدهم کشیده می‌شود.
گرچه این طرح با مشکلات عمده‌ای همچون توقف پرداخت وام توسط بانک‌های دولتی برای بیش از ۱۸ ماه مواجه شد.
برخی کارشناسان معتقد بودند که ساخت و ساز مسکن مشکل‌تر از آن است که از تعداد شرکت تعاونی و مردم عادی برآید. دولت در سال ۸۹ طرح مسکن زوج‌های جوان را ارائه کرد.
طرح مسکن مهر در ابتدا در قالب بند د تبصره ۶ قانون بودجه سال ۱۳۸۶ آغاز شد و سپس بر مبنای قانون ساماندهی و حمایت از تولید و عرضه مسکن، به صورت پیوسته در دستور کار قرار گرفت. البته ذکر این نکته نیز ضروری است که این طرح که در حقیقت شامل اجاره بلند مدت زمین جهت احداث مسکن است، در طرح جامع مسکن نیز پیشنهاد شده بود. اما حجم پیشنهاد شده در آن طرح بسیار کمتر بود که توسط احمدی‌نژاد و به صورت غیر کارشناسانه از ۲۰ هزار واحد در سال به ۵/۱ میلیون واحد در سال افزایش یافت.
مبنای اصلی مسکن مهر بر این امر مبتنی است که ارزش زمین، بخش قابل توجهی از هزینه تمام شده مسکن را به خود اختصاص می‌دهد. این سهم در کل کشور در دوره ۳۵ ساله برابر ۴۰ درصد و در دهه اخیر برابر ۴۵ درصد بوده‌است. همچنین در استان تهران این سهم به حدود ۶۰ درصد بالغ می‌شود؛ بنابراین با حذف یا کاهش ارزش زمین از هزینه تمام شده مسکن، می‌توان تا حدود زیادی هزینه مسکن را کاهش داد؛ بنابراین طرح مسکن مهر بر اجاره بلند مدت زمین جهت احداث مسکن مبتنی است.
اما نکاتی که در این میان در نظر گرفته نشده‌است آن است که ارزش زمین در شهرهای مختلف دارای اختلافاتی فاحش است. به عبارت دیگر ارزش زمین در کلان‌شهرها رقم بسیار بالایی است و به همین دلیل مسکن مهر در کلان‌شهرها (در حقیقت شهرهای جدید مجاور کلان‌شهرها) جوابگو خواهد بود و البته این امر خود موجب افزایش تمایل به مهاجرت به این شهرها خواهد شد.
این پروژه البته مشکلات جدی دیگری نیز در عرصه اقتصاد ملی، مدیریت شهری، برنامه‌ریزی توسعه شهری و … ایجاد نموده‌است که در مقالات متعددی مورد بحث واقع شده‌است. اما متأسفانه دولت و به ویژه وزیر مسکن و شهرسازی دولت دهم، بارها در جلسات غیررسمی اعلام نموده‌است که معتقد است «با اجرای پروژه مسکن مهر می‌توان اشتباه بودن تئوری‌های اقتصادی را اثبات نمود.»
در اردیبهشت ۱۳۹۶ و در آستانه انتخابات ریاست جمهوری سال ۱۳۹۶ اعلام شد که بسیاری از مسکن‌های مهر بدون متقاضی هستند. به گفته طاهر خانی عضو هیئت مدیره شرکت عمران شهرهای جدید، در حال حاضر تنها در مسکن مهر شهرهای جدید ۶۰ هزار واحد فاقد متقاضی وجود دارد که حداقل زیان این واحدها هزار و ۳۰۰ میلیارد تومان است. همچنین احمد اصغری مهرآبادی مجری ویژه «مسکن مهر» اعلام کرد: ۴۰۲ هزار واحد مسکن مهر آماده به دلیل عدم برخورداری از خدمات زیربنایی (آب، برق و…)، کم‌کاری برخی تعاونی‌های مسکن، مسیر دشوار و کند تأمین خدمات روبنایی (مدرسه، مسجد و…)، وجود واحدهای فاقد متقاضی در معطلی به سر می‌برند و پرونده ۳۶ هزار واحد مسکن مهر در دادگاه‌ها باز است.

### دریافت مالیات از معاملات مسکن
دولت برای مقابله با افزایش شدید قیمت مسکن، طرحی را تصویب کرد که بر اساس آن هر شخص سالانه بیشتر از دو بار خرید و فروش مسکن انجام دهد باید مالیات آن را بپردازد. غلامحسین الهام، سخنگوی دولت، هدف از اجرای این طرح را مقابله با سوداگری و معامله گری مسکن خوانده و گفت: «کسانی که در سال بیش از دو بار معامله مسکن (خرید و فروش) داشته باشند افرادی تلقی می‌شوند که شغل شان خرید و فروش است و با همکاری وزارت بازرگانی این نوع کار شغل محسوب می‌شود و باید مالیات مشاغل بپردازند.»
برخی کارشناسان نیز با توجه به حجم نقدینگی در کشور نسبت به آثار این طرح هشدار داده‌اند: «اگر این قانون، درست تدوین نشود منجر به فرار سرمایه‌های از بازار مسکن می‌شود. چون سرمایه‌گذار به دنبال کسب سود مطمئن و بالا است ناچار می‌شود سرمایه‌های خود را به سمت بازارهایی چون طلا، ارز و حتی ممکن است نان مردم هدایت کند… در یک دو سالی آینده که با مشکلاتی چون خشکسالی مواجه هستیم، این خطر وجود دارد که سودا گری که تنها به فکر کسب درآمد بیشتر و حفظ پول خود است سرمایه خود را حتی در بازار مواد غذایی به کار بگیرد. اگر به واقع ما به تولید فکر نکنیم و بخواهیم صورت مسئله را پاک کنیم … به خودی خود به هیچ وجه نمی‌توانیم در باز کردن گره کور بازار مسکن موفق شویم.»

## گزارش وزارت مسکن
آنچه موجب شد تا دولت پس از چند سال انکار، نقش سیاست‌های غلط خود در افزایش تورم را تا حدودی پذیرفته و پرداخت وام مسکن را متوقف کند، گزارش وزارت مسکن پیرامون وضعیت آشفته بازار مسکن بود که شهریور۱۳۸۶(اندکی پیش از انتخابات مجلس هشتم) منتشر شد. در این گزارش آمده‌است: «اوج افزایش قیمت‌ها در بازار مسکن، در زمستان ۸۵ بوده‌است که قیمت‌ها حدود۴۷ درصد نسبت به زمستان قبل بالا رفته… متوسط قیمت فروش یک متر آپارتمان در شهر تهران در زمستان سال ۸۴ حدود ۶۵۰ هزار تومان بود زمستان بعد به یک میلیون و دویست هزار تومان افزایش یافته‌است.»
به گزارش روزنامه‌های تهران، متوسط قیمت هر متر واحد مسکونی در شهر تهران در بهار ۸۵ به ۷۲۴هزار تومان، در تابستان به ۷۷۶ هزار تومان، در پاییز به۸۸۰ هزار تومان و بالاخره در زمستان به یک میلیون و دویست هزار تومان رسیده که متوسط قیمت آن را در سال ۸۵ حول‌وحوش رقم ۸۳۱ هزار تومان قرار می‌دهد.
منطقه پنج تهران بیشترین افزایش قیمت‌ها را در بازار مسکن سال ۱۳۸۵ تجربه کرده‌است اگرچه رکورد بالاترین قیمت مسکن همچنان از آن منطقه ۳ تهران است. متوسط قیمت هر متر واحد مسکونی در سال ۸۴ در منطقه پنج تهران ۷۴۳ هزار تومان بوده‌است که در زمستان به یک میلیون و ششصد هزار تومان افزایش یافته‌است. این در حالی است که متوسط قیمت هر مترمربع در این منطقه در زمستان ۸۴ حدود ۸۲۶ هزار تومان بوده‌است. به همین دلیل، رشد قیمت‌ها در منطقه پنج تهران در زمستان ۸۵ نسبت به زمستان ۸۴ حدود ۹۳/۷ درصد بوده‌است که بالاترین رشد در کل کشور محسوب می‌شود.

## بازتابهای جهانی
خبرگزاری فرانسه طی گزارشی به مقایسه قیمت مسکن در تهران و پاریس پرداخت.
قیمت مسکن در تهران قابلیت رقابت با قیمت مسکن در پاریس را دارد به‌طوری‌که در پایتخت فرانسه هر متر مربع خانه ۱۰ تا ۱۰۰ میلیون ریال (شش هزار و ۵۰۰ تا ۱۰ هزار و ۷۰۰ دلار) معامله می‌شود.
یک آژانس املاک در تهران با اعلام اینکه متراژ خانه‌های شمال شهر تهران به‌طور میانگین ۲۰۰ متر مربع است، گفت: برای خرید خانه در مناطق شمالی شهر باید دست کم یک میلیون دلار پرداخت کنید. یک پنت‌هاوس لوکس هزار و ۴۰۰ متری در شمال تهران اخیراً ۲۱ میلیون دلار به فروش رفت که قیمت هر مترمربع آن حدود ۱۵هزار دلار بوده‌است، این در حالی است که میانگین حقوق ماهانه ایرانیان معادل ۳۰۰ تا ۴۶۰ دلار در ماه است.
در حالی که اقتصاد ایران تحت فشار تورم قرار دارد ثروت مالکان خانه در این کشور به واسطه حباب بازار مسکن به سرعت در حال افزایش است به‌طوری‌که خرید خانه را از وسع شهروندان عادی خارج کرده‌است… قیمت‌ها ظرف چند ماه در شهرک پرند و هشتگرد در ۵۰ کیلومتری تهران دو برابر افزایش یافته و هم‌زمان در اصفهان، مشهد و تبریز نیز قیمت ملک ظرف یک سال دو برابر شده‌است. یک صنعتگر ایرانی که در آستانه ورشکستگی قرار داشت نیز می‌گوید سرمایه‌گذاری در ملک باعث نجات کسب و کار وی شده‌است. وی در این باره اظهار داشت؛ «ما در طول بیش از یک سال حدود۸۰۰هزار دلار ضرر کردیم اما تصمیم گرفتیم اطراف تهران در بخش «زمین» سرمایه‌گذاری کنیم و ظرف دو ماه توانستیم معادل ضرر و زیان‌های خود سود کنیم. «شاید رونق بی‌سابقه بازار مسکن لبخند را روی صورت برخی نشانده باشد اما این اصلاً خبر خوبی برای۴۰درصد جمعیت ۷۰ میلیونی ایران که با کرایه خانه‌های فزاینده دست به گریبان هستند و رؤیای آن‌ها برای برخورداری از خانه شخصی روز به روز کم رنگ تر می‌شود، تلقی نمی‌شود.